# Christa Köhler
Christa Köhler (Tessin, 18 agosto 1951) è un'ex tuffatrice tedesca orientale.

## Carriera
Fortemente specializzata nel trampolino, in carriera si laureò sia campionessa mondiale che europea. 
Vinse altresì la medaglia d'argento alle Olimpiadi di Montréal 1976, dove, nel trampolino 3 metri, giunse seconda alle spalle della statunitense Jennifer Chandler.

## Palmarès
- Giochi olimpici

Montréal 1976: argento nel trampolino 3 m.
- Mondiali

Belgrado 1973: oro nel trampolino 3 m.
- Europei

Jönköping 1977: oro nel trampolino 3 m.